# فرانك موراي
فرانك موراي (بالإنجليزية: Frank Murray)‏ هو مدرب كرة سلة أمريكي، ولد في 12 فبراير 1885 في ماينارد في الولايات المتحدة، وتوفي في 12 سبتمبر 1951.

## وصلات خارجية
- فرانك موراي على موقع كلية كرة السلة في سبورتس رفرنس.كوم (الإنجليزية)